# Maurice Scott
Pour les articles homonymes, voir Famille Scott (Fidji) et Scott.
Sir Henry Maurice Scott, né le 23 juillet 1910 et mort le 5 juin 1976, est un avocat et homme politique fidjien, une figure prééminente des Fidji à la fin de la période coloniale.

## Biographie
Il est fidjien de troisième génération, petit-fils d'un colon établi avant l'Acte de Cession des Fidji à l'Empire britannique en 1874. Son grand-père fonde un cabinet d'avocats, Wm Scott & Co ; son père, Henry Milne Scott, est avocat dans la firme familiale et entre en politique. Maurice Scott est scolarisé à Whanganui, en Nouvelle-Zélande, puis étudie au Magdalen College de l'université d'Oxford et est appelé en 1936 au barreau à Gray's Inn. De retour aux Fidji, il établit son propre cabinet comme barrister (avocat plaidant) à Suva en 1937,.
Lors de la Seconde Guerre mondiale, il s'engage dans les forces armées fidjiennes avant d'être accepté dans la Royal Air Force en mentant sur son âge. Affecté au 208e escadron avec le rang de flying officer, il est pilote de Spitfire dans la Desert Air Force des forces alliées en Afrique du Nord, et est décoré de la croix de Vol distingué,,. Il décore le flanc de son avion avec le profil d'un Fidjien autochtone avec des ailes sur la tête, entouré des mots « Maleka Jan » (« bonne chance » en hindi des Fidji) et « The Flying Fijian » (« le Fidjien volant »), le nom de son appareil.
De retour une nouvelle fois aux Fidji, il intègre le cabinet d'avocats de sa famille. En 1947, il est élu représentant euro-fidjien au Conseil législatif de la colonie. En 1951, il est l'un des représentants des Fidji à la grande exposition Festival of Britain au Royaume-Uni, et en 1953 il assiste au couronnement d'Élisabeth II à Londres. Réélu au Conseil législatif des Fidji en 1950, 1953 et 1956, en 1957 il est fait commandeur de l'ordre de l'ordre de l'Empire britannique par la reine Élisabeth II. Cette même année, il fait partie de la délégation fidjienne aux festivités marquant l'indépendance de la Malaisie, où les forces armées fidjiennes participent aux combats contre une insurrection communiste. En 1958, il est élu président du Conseil législatif, et demeure à cette fonction jusqu'en 1966, date à laquelle il est fait chevalier bachelier par la reine,. En juin 1965, il prend part au palais de Westminster à une cérémonie commémorant les 700 ans de la naissance du Parlement d'Angleterre en 1265 et les 750 ans de la Grande Charte, en présence de la reine Élisabeth II, de Harry Hylton-Foster (président de la Chambre des communes du Royaume-Uni) et des présidents des parlements de quarante-et-un autres États et territoires de l'Empire britannique et du Commonwealth des nations.
Dans le même temps, il préside durant vingt-et-un ans la Fédération fidjienne de rugby à XV, préside un temps l'association fidjienne des anciens combattants (Fiji Returned Soldiers and ex-Servicemen's Association), et siège au comité de direction du journal The Fiji Times ainsi que de la branche fidjienne de l'entreprise Burns Philp, et de l'entreprise de matériaux de construction Fiji Industries Ltd. Décrit comme jovial, espiègle, animé par un humour irrévérencieux, il est atteint d'alcoolisme dans les dernières années de sa vie. Il meurt en 1976 à l'âge de 65 ans, et est inhumé à Navualoa sur l'île de Viti Levu, aux côtés de son grand-père maternel, le missionnaire chrétien pré-colonial William Weir Lindsay. Les honneurs militaires lui sont accordés par une procession des Forces militaires royales des Fidji et le gouverneur général Ratu Sir George Cakobau, grand chef autochtone et un ami personnel, assiste à ses funérailles.
Marié deux fois, il laisse deux fils de son premier mariage. Son fils cadet, John Maurice Scott, devient directeur général de la Croix-Rouge fidjienne et joue un rôle important dans la négociation pour la libération des otages des auteurs du coup d'État de 2000 aux Fidji.